# Reith bei Seefeld
Reith bei Seefeld é um município da Áustria, situado no distrito de Innsbruck-Land, no estado do Tirol. Tem 20,91 km² de área e sua população em 2019 foi estimada em 1.367 habitantes.